# Оніча
Оні́ча (англ. Onitsha, ігбо Onịchạ) — місто та міська агломерація в південній частині Нігерії, в штаті Анамбра, на лівому березі річки Нігер. Оніча разом із різними містами та селищами в південному штаті Анамбра, північному штаті Імо та сусідньому штаті Дельта на західному березі річки Нігер утворюють суцільну столичну територію.
Населення міста становить 8 530 514 осіб (2015).
Місто розташоване на перетині автомобільних шляхів через річку Нігер, де збудовано великий міст. Річковий порт.
Місто є великим торгово-транспортним центром. Значна частина населення зайнята в сільському господарстві (пальма, кукурудза, арахіс), торгівлі та ремісництві. Рибальство.

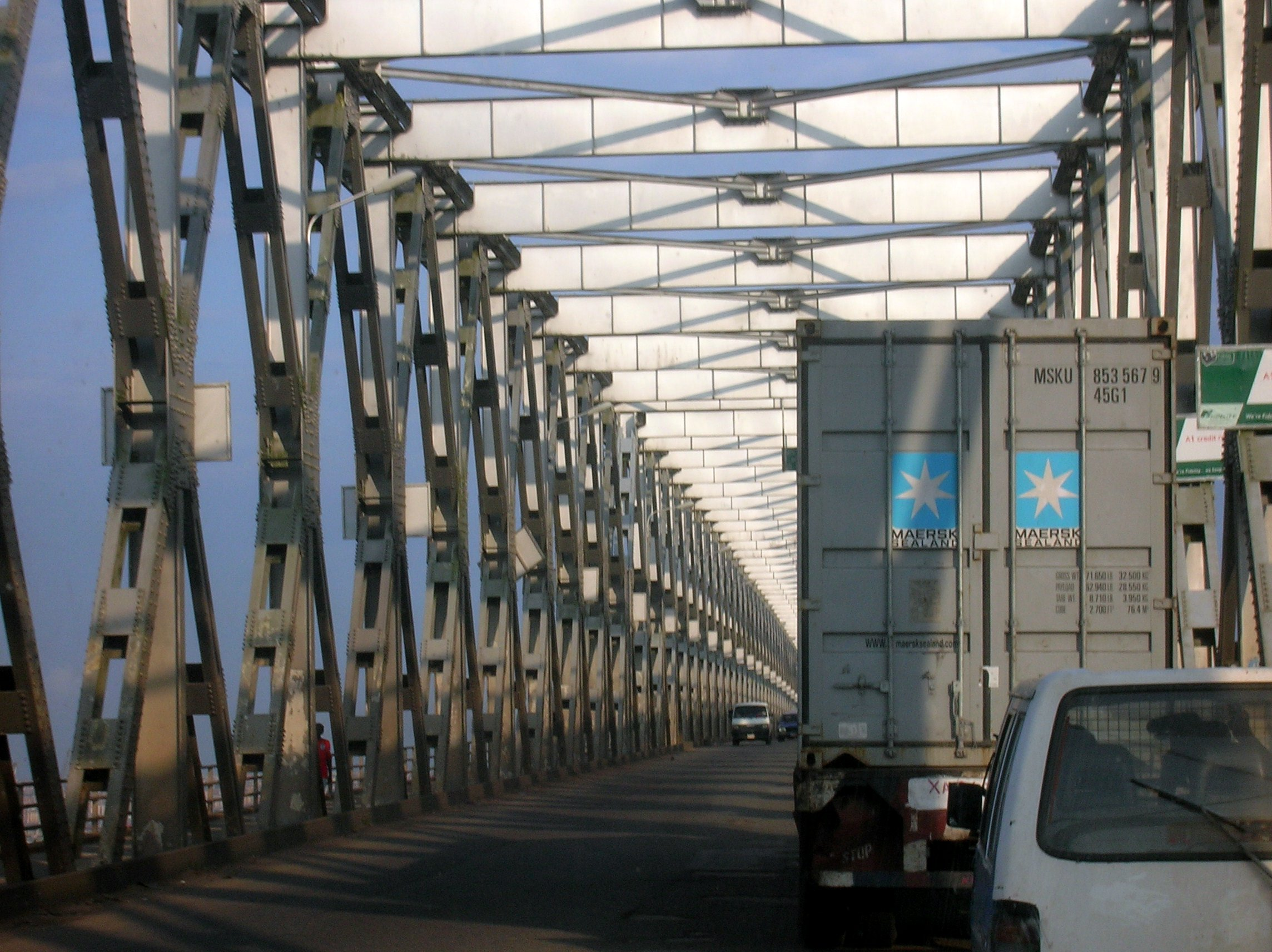
Міст через річку Нігер

Працюють текстильна, взуттєва, паперова фабрики, підприємства по виробництву пальмової олії, безалкогольних напоїв, автомобільних шин, запчастин до автобусів, броварня.
Місто засноване в XVI столітті під назвою Адо-Ніду. Пізніше воно стало столицею королівства Ігбо. 1857 року тут з'явились перші європейці — англійці. Вони заснували підприємство по виробництву пальмової олії. З 1884 року місто в складі Британської Нігерії. 1965 року через річку Нігер був збудований великий металевий міст, що зробило Онічу великим транспортним вузлом.